# Station Nakło
Station Nakło is een spoorwegstation in de Poolse plaats Nakło.